# 14 juli-revolutionen
14 juli-revolutionen var en militärkupp som ägde rum i Bagdad i Irak 14 juli 1958. Den resulterade i att den Hashemitiska arabfederationen upplöstes, att kungariket Irak ersattes av republiken Irak, och att monarken Faisal II, tronföljaren Abd al-Ila'h och premiärministern Nuri al-Said mördades. 
Kuppen leddes av generalen Abd al-Karim Qasim. Landets nya konstitution slog fast att Irak var en stat för både araber och kurder. Regeringen förberedde och delvis genomförde omfördelning av jorden och sociala reformer.
Redan från början fanns politiska splittringar inom den grupp militärer som genomförde kuppen. En viktig fråga var förhållandet till Förenade Arabrepubliken och den panarabism som formulerades av Gamal Abdul Nasser. Qasim stödde kommunistpartiets linje och tog avstånd från panarabismen medan hans närmaste medarbetare i kuppen, överste Abdul Salam Arif, stödde det irakiska Baathpartiets linje för ett närmande till Nasser och Egypten.
Qasim var Iraks ledare till 1963 då hans regim störtades  av baathisterna och Qasim avrättades. Abdul Salam Arif fick då den ceremoniella rollen som president.